# Albert Johansson (konstnär)
Albert Karl Johan Johansson, född den 29 juli 1926 i Stensele i Lappland, död 1998, var en svensk målare, tecknare och grafiker.

## Biografi
Han var son till jordbrukaren Johan Vilhelm Jonsson och Judit Sofia Rosenberg och från 1947 gift med Gunnel Elisabeth Magdalena Isaksson. Johansson studerade först vid Isaac Grünewalds målarskola och därefter för Vilhelm Bjerke Petersen, Esaias Thorén och Iván Grünewald vid Moderna konstskolan i Stockholm.
Han medverkade med  nonfigurativa kompositioner på Salon des Réalités Nouvelles i Paris 1953 och tillsammans med Carl-Fredrik Reuterswärd ställde han ut på Samlaren i Stockholm 1955. Från att varit influerad av surrealismen och börjat med ett förenklat teckenmåleri i dova toner övergick Johansson till symboliska framställningar med figurativa inslag samt maskreliefer – uppklistrade och bemålade tomtemasker – i svartvitt, speglande individens utplåning i ett teknokratiskt samhälle.
Han experimenterade också med kombinationer av duk och material och flera verk är utförda i betongspackel och limfärg. Johansson finns representerad vid bland annat Göteborgs konstmuseum, Kalmar konstmuseum, Norrköpings konstmuseum  och Nationalmuseum i Stockholm.

### Uppslagsverk
- Kristina Mezei, Albert Johansson, Kalejdoskop, 1980
- Svenskt konstnärslexikon del III sid 284, Allhems Förlag, Malmö. Libris 8390296
- Bra Böckers lexikon, 1976
- http://www.bukowskismarket.com/bukipedia/2541-albert-johansson
- konstnärslexikonett Amanda